# Mor braz
Pour les articles homonymes, voir Braz.
Le Mor braz (du breton « mor bras » qui signifie « grande mer », par opposition à mor bihan « petite mer ») est une baie située au sud de la Bretagne. Elle est délimitée par la presqu'île de Quiberon, Houat et Hœdic à l'ouest, le littoral méridional du Morbihan au nord, et la presqu'île de Guérande à l'est. Le Mor braz fait l'objet d'un projet de parc naturel marin.

## Description
Mor braz s'étend de la presqu'île de Quiberon au nord jusqu'au Croisic au sud. Situé au nord
ouest de l'estuaire de la Loire, cette baie « présente une morphologie complexe caractérisée, en particulier, par l’existence d’une dorsale pré-littorale d’orientation NWSE, qui s’étend de la presqu’île de Quiberon jusqu’à l’île de Noirmoutier, au sud de la Loire. Cette dorsale constituée de haut fonds rocheux, ainsi que la présence d’îles, forment une barrière naturelle qui joue un rôle important dans la limitation des échanges entre la zone côtière et le large (Jegou & Salomon 1988). Le Mor-Bras englobe deux baies : la baie de Quiberon à l’ouest et la baie de Vilaine à l’est. La baie de Quiberon est une zone semi-fermée, de faible profondeur (15 m en moyenne), isolée par
des hauts fonds et des îles (la presqu’île de Quiberon, les îles de Belle-Ile, Houat et Hoëdic) formant des passages étroits. Dans cette zone, l’influence du large est très faible ». La baie de Vilaine, d’une superficie deux fois moindre (environ 200 km2), est délimitée par la presqu'île de Rhuys, la pointe de Castelli et l’île Dumet. Elle est bordée par des plateaux rocheux (île La Calebasse, plateau Piriac-Ile Dumet…) et s’ouvre vers le large par un passage situé entre deux hauts-fonds, les plateaux du Four et des Cardinaux. Elle est peu profonde (7 m en moyenne, 64 % des fonds étant compris entre 5 et 15 m).
La baie de Mor Braz est soumise à de nombreux dysfonctionnements (eutrophisation et anoxie, eaux colorées …) en raison de plusieurs facteurs : hydrodynamisme modéré (piégeage de la masse d'eau littorale, en raison des courants de marée résiduels presque nuls liés aux régimes de vents), importance des apports fluviaux (notamment de la Vilaine et de la Loire) et aux flux de nutriments qu’ils engendrent.
Au nord ouest, la passe située entre Port-Navalo et la pointe de Kerpenhir ouvre l'accès au golfe du Morbihan et à la rivière d'Auray. À l'est nord-est, s'ouvre l'estuaire de la Vilaine marqué au nord par le phare de Penlan. Plusieurs îles et îlots marquent Mor Braz : Belle-Île, Houat, Hoëdic, Dumet, mais aussi les îlots de Toul Bras, Valhuic, Senis et Er Hastellic.
Ce bassin se met en place au tertiaire, en contre-coup de la tectonique cassante de l'orogenèse alpine.

## Faune
Cette étendue maritime, située entièrement dans les eaux territoriales françaises, constitue un ensemble naturel important pour les regroupements d'oiseaux marins sur la façade atlantique.
De septembre à octobre, le Puffin des Baléares (Puffinus mauretanicus et Tort balearez ou dindin pour les marins pêcheurs bretons), est présent. « C'est l'un des oiseaux les plus menacés d'Europe, classé par l'Union internationale pour la conservation de la nature (UICN) comme en danger critique, le dernier seuil avant l'extinction ». 
En hiver, le Plongeon catmarin (Gavia stellata),  le Guillemot de Troïl (Uria aalge), le Pingouin torda (Alca torda) et la Mouette tridactyle (Rissa tridactyla) sont observés. 
Plus rares sont la Macreuse noire (Melanitta nigra) et la Harelde de Miquelon (Clangula hyemalis). Mor braz est le terrain de chasse des sternes (Sterne pierregarin, Sterne caugek). La période de migration pré et postnuptiale, permet d'observer le Fou de Bassan (Morus bassanus), le Grand Labbe (Catharacta skua) et l'Océanite tempête (Hydrobates pelagicus).

## Natura 2000
La partie Est de Mor braz est classée Zone de Protection Spéciale FR5212013, dans le cadre du programme Natura 2000.
Mor braz comprend les zones d'intérêt communautaire 
- du Marais du Mès, de la baie et des dunes de Pont-Mahé, de l'étang du Pont de Fer (FR5200626),
- des marais salants de Guérande, traicts du Croisic et des dunes de Pen-Bron (FR5200627),
- du plateau du Four (FR5202010),
- de l'estuaire de la Vilaine (FR5300034),
- de la rivière de Penerf, du marais de Suscinio (FR5300030).

## Projet du parc naturel de Mor braz
L'Agence des aires marines protégées et parcs naturels marins a réalisé des études sur l'écosystème de la baie du Mor Braz. Elle a souligné l'intérêt d'un parc marin dans cette zone fragile et riche, afin de contribuer au bon état des écosystèmes marins. Aucune démarche n’était engagée début 2015.